# Scleria uleana
Scleria uleana är en halvgräsart som beskrevs av Johann Otto Boeckeler. Scleria uleana ingår i släktet Scleria och familjen halvgräs. Inga underarter finns listade i Catalogue of Life.